# فهرست غزوه‌های محمد
فهرست غزوه‌های محمد، فهرستی است شامل جنگ‌های محمد که در بین سال‌های اول تا نهم هجری قمری، به دستور مستقیم محمد و با شرکت شخص خود او در صحنه نبرد شکل گرفته است. پیامبر اسلام طی سیزده سال دعوت به اسلام در مکه، تعداد اندکی به اسلام گرویدند که با مخالفت قبیله قریش و برخی دیگر از قبیله‌های عرب روبه‌رو شدند و با آنان با خشونت رفتار می‌شد. محمد برای رهایی از این آزار و اذیت‌ها به همراه پیروان خویش، در سالی که بعدها مبدأ تقویم هجری شمسی و قمری شد، به شهر یثرب — که بعدها مدینة النبی نامیده شد — هجرت کرد. او در مدینه توانست قبایلِ درحال‌ستیزِ اوس و خزرج را متحد کند. وی بر پایهٔ مسلمانان مهاجر مکه و مردم مدینه جامعه و دولتی نوین با نام اُمَّت تأسیس کرد. بین مسلمانان با قبایل مکه و هم‌پیمانان آن‌ها جنگ درگرفت و سرانجام پس از هشت سال جنگ، محمد به همراه پیروانش — که تا آن زمان به بیش از ده‌هزار نفر بالغ شده بودند — شهر زادگاهش را فتح کرد.
غزوه به جنگ‌هایی گفته می‌شود که پیامبر اسلام شخصاً در آنها حضور داشته است و سپاه اسلام را رهبری می‌کرده است. سریه نیز به جنگ‌هایی اطلاق می‌شود که پیامبر رهبری را برگزیده و به همراه گروهی برای نبرد اعزام می‌نمود. در تعداد غزوات محمد، اختلاف‌هایی گزارش شده است. برخی تعداد غزوه‌ها را ۲۶ و برخی دیگر ۲۷ غزوه می‌دانند. دلیل این اختلاف، یکی دانستن دو غزوه خیبر و وادی القری است که با فاصله ای اندک پس از هم رخ داده٬است. غزوه سفوان نیز توسط برخی به عنوان غزوه بدراولی شناخته می‌شود.
همین‌طور در اهداف این غزوات نیز اختلاف نظرهای وجود دارد، برخی از شرق‌شناسان دلیل این غزوات را پاسخ به غریزه جنگ طلب اعراب تازه مسلمان، انتقام از دشمنان، نیازهای اقتصادی تازه مسلمانان، ابراز خشونت در مبارزه با سایر ادیان و قدرت‌نمایی مسلمانان در مقابل مخالفان خویش دانسته‌اند. پژوهشگران مسلمان نیز اهدافی چون دفاع در مقابل دشمنان، پاسخ به نقض عهدهای قبایل هم‌پیمان و دفاع از حقوق الهی و انسانی را از جمله اهداف پیامبر اسلام در انجام غزوات متعدد دانسته‌اند.

## پیش زمینه
هیاتی دربردارندهٔ دوازده تن از بزرگان خاندان‌های مهم مدینه، از محمد دعوت کردند تا به عنوان یک ناشناس (بیطرف) برای عرب‌ها و یهودیان که تا پیش از سال ۲ ق. ه‍/۶۲۰ م، نزدیک به صد سال درگیرِ جنگ‌های داخلی بودند و کشت و کشتارهای پی در پی و عدم توافق در پرداخت خون‌بهای کشته‌شدگان داشتند، داوری کند؛ به ویژه پس از جنگ بُعاث که همگی قبیله‌های یثرب (مدینه) در آن شرکت داشتند، این امر را برای ایشان آشکار ساخته بود که مفهوم‌های قبیله‌ای مانند «قصاص» دیگر قابل انجام نیست مگر این که کسی صلاحیت‌دار در بخش‌های دارای اختلاف داوری کند. نمایندگان فرستاده شده از مدینه، از سوی خود و مردم شهر یثرب متعهد شدند تا محمد را در جامعه خویش بپذیرند و از او در برابر خطرهای جانی، مانند خود، نگهبانی کنند.
بر پایهٔ روایت‌های اسلامی، قریش از بیرون رفتن مسلمانان از مکه آگاه شد و برای کشتن محمد نقشه‌ای را به اجرا گذاشت. محمد به کمک علی که در بستر وی خوابید، کسانی که نگهبانش بودند را گمراه کرد و پنهانی به همراه ابوبکر از شهر بیرون رفت. به این سان در سال ۱ ه‍.ق/۶۲۲ م (برابر با سال سیزدهم پس از آغاز دعوت خود) محمد به مدینه، که یک واحه (آبادی) کشاورزیِ بزرگ بود، هجرت کرد و همراهان وی که با او از مکه به مدینه مهاجرت کردند به مهاجران شهرت یافتند و مردم یثرب که پیامبر و مهاجران را یاری رسانده بودند، انصار نامیده شدند. بعدها (در زمان خلیفه دوم) این هجرت، مبدأی تاریخ مسلمانان شد. مدینه تا پیش از هجرت محمد «یثرب» نامیده می‌شد و پس از این هجرت «مدینة النبی» یا به‌اختصار «مدینه» (برگرفته از مدینة النبی یا المدینة المنورة) خوانده شد.
متعاقب مهاجرت مسلمانان به مدینه، اهالی مکه اموال آن‌ها را مصادره کردند. به دلیل اینکه مهاجرین در مدینه از نظر اقتصادی تحت فشار بودند و هیچ شغل خالی برای آن‌ها نبود که مشغول به کار شوند، آن‌ها جهت امرارمعاش، شروع به یورش به کاروان‌های اهل مکه کردند. این حرکت باعث شروع جنگ مسلح بین اهل مکه و مدینه شد. محمد آیات ۳۹–۴۰ سوره حج را ایراد کرد که در آن‌ها اجازه استفاده از نیروی نظامی صادر می‌شود.
بعدها محمد تصمیم به حمله به یکی از کاروان‌های مکه گرفت، سپس اهل مکه سپاهی فراهم آوردند ولی در غزوه بدر شکست خوردند. یک سال بعد در غزوه احد قریش در جنگی مسلمانان را شکست داد و محمد زخمی شد ولی چون قریش خود را به اندازه کافی قوی نمی‌دید، تا مدینه پیشروی نکردند و عقب‌نشینی کردند. در ۵ ه‍.ق/آوریل ۶۲۷ م قریش با ۱۰٬۰۰۰ تن در غزوه خندق به مدینه حمله کرد؛ اما به سبب وجود خندق گرد مدینه، سپاه قریش پس از ۴۰ روز (به روایت دیگر دو هفته) ناامید شد و عقب‌نشینی کرد. در خلال این جنگ‌ها، به‌علت همدستی سه قبیله از یهودیان با مشرکان با وجود تعهد قبلی مبنی بر عدم خیانت، بین مسلمانان و این سه قبیله اختلاف و درگیری پیش‌آمد. دو قبیله بنی‌قینقاع و بنی نضیر تبعید و قبیله بنی قریظه مورد حمله نظامی قرار گرفت.

## هدف از غزوات

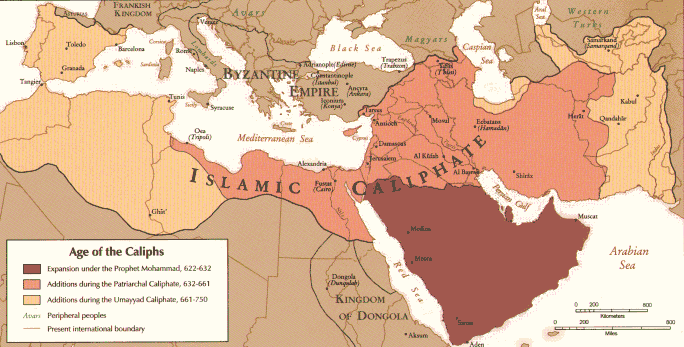
گستره قلمروی اسلامی

### دیدگاه مستشرقان
ویلیام مونتگمری وات، پیروزی سریع مسلمانان را در غزوات محمد، نه به جهت گسترش اسلام، بلکه به جهت کسب غنائم گزارش کرده است. وی کمی تلفات انسانی در جنگ‌ها را شاهدی بر این ادعا می‌داند. توماس آرنولد، ایرام لاپیدوس و ستانلی لان‌بول نیز هدف از این جنگ‌ها را کسب غنائم به جهت فقر و تنگدستی اعراب تازه مسلمان می‌داند. برخی شرق‌شناسان همچون نویسنده فصل زندگانی محمد در تاریخ اسلام کمبریج نیز هدف از این جنگ‌ها را، پاسخ مثبت پیامبر اسلام به اعراب تازه مسلمان دانسته است که جنگ‌طلب در خوی آنان جای گرفته بود. دیوید هیوم، با اشاره به خشونت و سخت‌گیری اسلام از ابتدا، هدف از این جنگ‌ها را گسترش اسلام و ممانعت از گسترش سایر ادیان می‌داند. در دائرةالمعارف اسلام لیدن نیز به انتقام از مخالفان اشاره شده است. جان دیون پورت و ساوارای، معتقدند که دفاع از مسلمانان مهم‌ترین هدف از غزوات محمد است؛ این دو احتمال نشر اسلام به زور شمشیر را به‌طور کل باطل قلمداد می‌کنند. آر اف بودلی نیز با اشاره به برخی آزادی‌های اعطاء شده توسط محمد نسبت به مخالفان خود از جمله آزادی اسیر در انتخاب پرداخت جزیه یا پذیرش اسلام، جنگ طلبی و انتقام جویی محمد را منتفی دانسته است.

### دیدگاه مسلمانان
در منابع اسلامی اهداف خاصی برای هر یک از غزوات محمد گزارش شده است. برخی از غزوات پیامبر اسلام، برای قدرت‌نمایی نظامی به دشمنان خویش بود. پیامبر اسلام با اعزام نیروهای نظامی خویش به مناطقی در مسیر کاروان‌های تجاری مکیان، ضمن قدرت‌نمایی سپاهیان اسلام، پیامی را مبنی بر دسترسی سپاه اسلام به راه‌های حیات تجاری قریش را به مکه مخابره نمود. هدف محمد از معاهده‌های نظامی با بنی‌ضمره و بنی‌مدلج نیز تذکری به قریش بود تا در قبال تجارتی آزادانه، ترویج یکتاپرستی در مکه را مانع نشوند. برخی خاورشناسان بر این باورند که هدف، مصادره نمودن اموال قریش بوده است اما سبحانی معتقد است که این تحلیل با شواهد و قرائن تاریخی سازگاری ندارد. وی توضیح می‌دهد که غارت و چپاول با روحیه مسلمانان یثرب سازگاری ندارد و این اقدامات، از رسوم اعراب بادیه نشین بوده است. سبحانی با اشاره به عدم دستبرد مسلمانان به کاروان‌های سایر قبایل و تنها حمله به قبایل قریش؛ مسلمانان را از اتهام غارتگری مبری می‌داند. به‌طور کلی غزوات پیامبر اسلام با ۴ انگیزه کلی صورت می‌گرفت که عبارتند از:
- غزوات دفاعی
- غزوات تهاجمی پیش‌گیرانه
- غزوات به جهت پیمان‌شکنی یا خیانت
- غزوات به جهت دفاع از حقوق الهی یا انسانی

## آمار
در گزارش تعداد غزوه‌های محمد، اختلافاتی گزارش شده است. برخی منابع تعداد غزوه‌ها را ۲۶ و برخی دیگر ۲۷ غزوه می‌دانند. دلیل این اختلاف، یکی دانستن دو غزوه خیبر و وادی القری است که با فاصله ای اندک پس از هم رخ داده٬است. غزوه سفوان نیز توسط برخی به عنوان غزوه بدراولی شناخته می‌شود. این غزوات در طول ۸ سال، از سال‌های دوم تا نهم هجری قمری صورت گرفته است. در خصوص نفرات کشته شده از جبهه مقابل اسلام در غزوه‌های محمد نیز، اختلافاتی در آمار وجود دارد. در این خصوص مؤلف کتاب تاریخ تحلیلی صدر اسلام، پس از انعکاس گزارش منابع مختلف، عدد میانگین در خصوص کشته شدگان به دست مسلمانان در غزوات، با احتساب سریه موته را ۱۳۰۶ نفر گزارش کرده است. از این میان، ۷۰۰ تا ۸۵۰ نفر مربوط به غزوه بنی‌قریظه است.

## فهرست غزوات محمد
راهنمای فهرست: (      ن/م = نامشخص       هیچ = بدون مورد (هیچ))
| ر  | نام غزوه نام‌های دیگر       | تاریخ وقوع مکان         | جبهه مقابل                   | جانشین در مکه/مدینه                         | پرچم‌دار                                                             | علت غزوه توضیح بیشتر | نتایج غزوه | مـ     |
| -- | -------------------------- | ----------------------- | ---------------------------- | ------------------------------------------- | ------------------------------------------------------------------- | --- | --- | ------ |
| ۱  | الابواء ودان               | ۶۲۳ (اوت) ابواء         | قریش                         | سعد بن عباده                                | حمزه بن عبدالمطلب                                                   | پس از مصادره اموال مسلمانان در مکه و سختگیری بر آنان، محمد دستور حمله به برخی از کاروانان قریش را صادر کرد.                                                                                 | - عقد پیمان با قبیله بنی ضمره - بازگشت بدون درگیری سپاه اسلام | [ ۲۳ ] |
| ۲  | بواط                       | ۶۲۳ (سپتامبر) بواطا     | قریش امیة بن خلف             | سعد بن معاذ                                 | سعد بن ابی‌وقاص                                                      | پس از مصادره اموال مسلمانان در مکه و سختگیری بر آنان، محمد دستور حمله به برخی از کاروانان قریش را صادر کرد.                                                                                 | هیچ | [ ۲۴ ] |
| ۳  | سفوان کرز بن جابر بدر اولی | ۶۲۳ (سپتامبر) سفوان     | کرز بن جابر                  | زید بن حارثه                                | علی بن ابی‌طالب                                                      | پس از حمله گروهی به مزارع مسلمان در مدینه، پیامبر اسلام دستور دستگیری کرز بن جابر به عنوان رهبر این حرکت را صادر کرد.                                                                       | هیچ | [ ۲۵ ] |
| ۴  | عشیره                      | ۶۲۳ (دسامبر) ذات‌العشیره | قریش ابوسفیان                | ابوسلمه بن عبدالاسد                         | حمزه بن عبدالمطلب                                                   | پس از مصادره اموال مسلمانان در مکه و سختگیری بر آنان، محمد دستور حمله به برخی از کاروانان قریش را صادر کرد.                                                                                 | - عقد پیمان با قبیله مدلج - فرار کاروان قریش | [ ۲۶ ] |
| ۵  | بدر بدر کبری               | ۶۲۴ (مارس) بدر          | قریش ابوسفیان                | عبدالله بن ام‌مکتوم و ابولبابه انصاری        | مصعب بن عمیر علی بن ابی‌طالب سعد بن معاذ                             | پس از اقدام مسلمانان در مصادره کاروان قریش در غزوه عشیره، ابوسفیان پیکی را برای درخواست نیروی کمکی از مکه به آن ناحیه فرستاد و پس از جمع شدن قوای قریش، حمله به مدینه آغاز شد.              | - شکست لشکریان قریش مکه - اسارت ۷۰ تن از سپاه قریش | [ ۲۷ ] |
| ۶  | بنی‌قینقاع                  | ۶۲۴ (آوریل) مدینه       | یهودیان مدینه                | هیچ                                         | —                                                                   | پس از توهین یکی از یهودیان بنی قینقاع به زنی مسلمان و به قتل رسیدن وی توسط مردی مسلمان، جمعی از مسلمانان با اهالی این قبیله درگیر شدند و در نهایت سبب درگیری بین قوا اسلام و بنی قینقاع شد. | - محاصره قلعه بنی‌قینقاع به مدت ۱۵ روز - اخراج یهودیان بنی‌قینقاع از مدینه | [ ۲۸ ] |
| ۷  | سویق                       | ۶۲۴ (ژوئن) اطراف مدینه  | قریش ابوسفیان                | —                                           | —                                                                   | ابوسفیان به همراه گروهی از قریش به مزارع مسلمانان در مدینه حمله کرد و باعث کشته شدن یک مسلمان انصاری شد. پس از آن سپاهیان مسلمان به تعقیب گروه مهاجم پرداختند.                              | - تعقیب بی‌نتیجه ابوسفیان - مصادره کیسه‌های سویق سپاهیان ابوسفیان | [ ۲۹ ] |
| ۸  | قرقرة الکدر                | ۶۲۴ (مه) قرقرة الکدر    | بنی‌سلیم                      | عبدالله بن ام‌مکتوم                          | —                                                                   | پس از ابلاغ خبر قصد حمله قبیله بنی سلیم به مدینه، به دستور پیامبر اسلام، لشکری از مسلمانان به سمت این قبیله در حرکت شدند.                                                                   | هیچ | [ ۳۰ ] |
| ۹  | ذی‌امر‎ غطفان                | ۶۲۴ (سپتامبر) غطفان     | غطفان                        | عثمان بن عفان                               | —                                                                   | پس از ابلاغ خبر قصد حمله قبیله غطفان به مدینه، به دستور پیامبر اسلام، لشکری از مسلمانان به سمت این قبیله در حرکت شدند.                                                                      | - فرار مهاجمان غطفانی - اسلام آوردن یکی از لشکریان غطفان | [ ۳۱ ] |
| ۱۰ | بحران                      | ۶۲۴ (اکتبر) نامشخص      | قریش                         | عبدالله بن ام‌مکتوم                          | —                                                                   | پس از ابلاغ خبر قصد حمله قبیله بنی سلیم به مدینه، به دستور پیامبر اسلام، لشکری از مسلمانان به سمت این قبیله در حرکت شدند.                                                                   | هیچ | [ ۳۲ ] |
| ۱۱ | احد                        | ۶۲۵ (مارس) احد          | قریش ابوسفیان                | عبدالله بن ام‌مکتوم                          | حمزه بن عبدالمطلب                                                   | پس از شکست قریش در حمله اولشان در بدر، مجدد لشکری ۳۰۰۰ نفری را تدارک کرده و به مدینه حمله کردند. این حمله در نزدیکی کوه احد شکل گرفت.                                                       | - شکست جبهه اسلام - کشته شدن حمزه بن عبدالمطلب - مثله کردن اجساد کشتگان مسلمان توسط قریشیان | [ ۳۳ ] |
| ۱۲ | حمراء الاسد                | ۶۲۵ (مارس) حمراءالاسد   | قریش ابوسفیان                | عبدالله بن ام‌مکتوم                          | علی بن ابی‌طالب                                                      | پس از پیروزی قریش در احد، سپاهیان قریش تصمیم گرفتند در حمله‌ای دیگر، کار پیامبر اسلام را تمام کنند و به همین دلیل تدارکات نظامی دیدند.                                                       | - بازگشت سپاه قریش و صرف‌نظر از حمله به مدینه - اسیر کردن ابوعمره جمحی و اعدام وی به جهت نقض عهد دوباره | [ ۳۴ ] |
| ۱۳ | بنی‌نضیر                    | ۶۲۵ (اوت) بنی‌نضیر       | یهودیان بنی‌نضیر              | عبدالله بن ام‌مکتوم                          | —                                                                   | پس از پیمان‌شکنی بنی نضیر با اقدام به ترور محمد، سپاهیان اسلام، قلعه آنان را محاصره کردند.                                                                                                   | - اخراج بنی‌نضیر از منطقه - مصادره سلاح‌ها و اموال غیرمنقول بنی‌نضیر | [ ۳۵ ] |
| ۱۴ | ذات‌الرقاع                  | ۶۲۶ (ژوئن) غطفان        | بنی محارب بنی ثعلبه          | ابوذر غفاری یا عثمان بن عفان                | —                                                                   | پس از ابلاغ خبر قصد حمله قبیله‌های بنی محارب و بنی ثعلبه به مدینه، به دستور پیامبر اسلام، لشکری از مسلمانان به سمت این دو قبیله در حرکت شدند.                                                | - بازگشت به مدینه بدون درگیری - مصادره برخی اموال مهاجمان | [ ۳۶ ] |
| ۱۵ | بدر الآخره بدر دوم         | ۶۲۶ (آوریل) بدر         | قریش ابوسفیان                | عبدالله بن عبدالله بن ابی بن سلول           | —                                                                   | پس از گذشت یکسال از جنگ بدر، ابوسفیان با جمعی از قریش به منطقه بدر وارد شد، اما به بهانه آذوقه به مکه بازگشت.                                                                               | - بازگشت به مدینه بدون درگیری - شرکت تجاری در بازار اعراب در منطقه بدر | [ ۳۷ ] |
| ۱۶ | دومة الجندل                | ۶۲۶ (اوت) دومةالجندل    | گروه راهزنان                 | سبائة بن عرفطه                              | —                                                                   | پس از ابلاغ خبر تجاوز به کاروان‌ها و رهگذران در منطقه دمة الجندل، به دستور محمد، سپاهی به منطقه اعزام شد.                                                                                    | - بازگشت به مدینه بدون درگیری - فرار گروه متجاوزان از منطقه | [ ۳۸ ] |
| ۱۷ | خندق احزاب                 | ۶۲۷ (آوریل) مدینه       | ائتلاف مخالفان               | عبدالله بن ام‌مکتوم                          | —                                                                   | پس از اخراج گروه‌های یهودی از مدینه، با توطئه‌های این گروه‌ها، ائتلافی برای حذف مسلمانان شکل گرفت و مدینه به مدت یک ماه محاصره شد.                                                             | - محاصره مدینه به مدت یک ماه توسط متهاجمان - بازگشت احزاب مخالف بدون درگیری وسیع | [ ۳۹ ] |
| ۱۸ | بنی‌قریظه                   | ۶۲۷ (مه) اطراف مدینه    | بنی‌قریظه                     | عبدالله بن ام‌مکتوم                          | علی بن ابی‌طالب                                                      | پس از کمک قبیله بنی‌قریظه به ائتلاف مخالف اسلام در جنگ خندق، محمد این اقدام را نقض عهد بنی‌قریظه تلقی کرده و به آنجا لشکرکشی کرد.                                                             | - محاصره بنی‌قریظه توسط سپاه اسلام - پذیرش تسلیم در برابر حکم سعد معاذ در حق بنی‌قریظه، توسط طرفین - حکم اعدام برای تمام مردان جنگی و اسارت برای زنان و کودکان توسط سعد معاذ - اسلام آوردن چهار تن از بنی قریظه و شفاعت یک تن دیگر توسط یک مسلمان - اعدام تمام مردان جنگی و یک زن از زنان بنی‌قریظه - از هم پاشیدن جامعه یهود در مدینه | [ ۴۰ ] |
| ۱۹ | بنی‌المصطلق المُرَیسیع        | ۶۲۷ مریسیع              | بنی المصطلق حارث بن ابی ضرار | ابوذر غفاری                                 | —                                                                   | پس از ابلاغ خبر قصد حمله قبیله بنی مصطلق به مدینه، به دستور پیامبر اسلام، لشکری از مسلمانان به سمت این قبیله در حرکت شدند.                                                                  | - پیروزی سپاه اسلام در اندک زمانی پس از شروع درگیری - غنیمت‌گیری از بنی المصطلق - اسارت گروهی از بنی المصطلق | [ ۴۱ ] |
| ۲۰ | بنی‌لحیان                   | ۶۲۷ (ژوئیه) بطن غران    | بنی‌لحیان                     | عبدالله بن ام‌مکتوم                          | —                                                                   | پس از اعزام مبلغان مسلمان به بنی‌لحیان؛ جمعی از آنان کشته شدند و این اقدام سبب شد تا محمد دستور اعزام نیروی نظامی به این منطقه را صادر کند.                                                  | - گریختن بنی‌لحیان از منطقه سکونت‌شان - بازگشت سپاه اسلام بدون درگیری با بنی‌لحیان - مانورهای نظامی سپاه اسلام تا نزدیکی مکه | [ ۴۲ ] |
| ۲۱ | ذی قرد الغابه              | ۶۲۷ (اوت) ذی قرد        | غارتگران                     | عبدالله بن ام‌مکتوم                          | سلد بن زید                                                          | پس از حمله گروهی از غارتگران به مدینه و قتل یک مسلمان و اسارت یک زن مسلمان، به دستور محمد، گروهی از مسلمانان به تعقیب گروه غارتگر پرداختند.                                                 | - آزادسازی زن اسیر - بازپس‌گیری شتران - فرار باقی‌مانده غارتگران و پناهندگی به غطفان | [ ۴۳ ] |
| ۲۲ | حدیبیه                     | ۶۲۸ (مارس) حدیبیه       | قریش ابوسفیان                | عبدالله بن ام‌مکتوم یا نمیله بن عبدالله لیثی | —                                                                   | پیامبر اسلام دستور حرکت مسلمانان به سمت مکه برای انجام عمل حج را صادر کرد. اما کاروان مسلمانان در نزدیکی عسفان با گروهی از قریش مواجه شدند که از ادامه مسیر مسلمانان منع کردند.             | - عقد قرارداد با قریشیان مکه - بازگشت بدون انجام مناسک حج به جهت مفاد قرارداد - زمینه‌سازی برای فتح مکه | [ ۴۴ ] |
| ۲۳ | خیبر                       | ۶۲۸ (مه) خیبر           | یهودیان خیبر                 | نمیلة بن عبدالله                            | علی بن ابی‌طالب                                                      | پس از نقض عهدهای مکرر یهودیان مدینه، محمد به قلعه خیبر در نزدیکی مدینه لشکرکشی کرد. | - محاصره یک‌ماهه خیبر - فتح دژهای خیبر یک به یک - معاهده صلح با خیبریان مبنی بر حضور آزادانه در خیبر در ازای پرداخت نیمی از درآمد کشاورزی به مسلمانان | [ ۴۵ ] |
| ۲۴ | وادی القری                 | ۶۲۸ (مه) وادی القری     | یهودیان وادی‌القری            | نمیلة بن عبدالله                            | علی بن ابی‌طالب                                                      | پس از عقد پیمان جدید با خیبریان، تنها گروه یهودی منطقه نیز ملزم به پیمان جدید شد و برای این الزام، محمد به قبیله وادی القری، لشکرکشی کرد.                                                   | - عقد پیمان صلح همچون پیمان‌نامه پیامبر اسلام با خیبریان | [ ۴۶ ] |
| ۲۵ | عمره القضا                 | ۶۲۸ مکه                 | قریش ابوسفیان                | —                                           | —                                                                   | پس از صلح حدیبیه، مسلمانان برای انجام حج به مکه رهسپار شدند و برای امنیت سفر، گروهی نظامی دویست نفره، کاروان حجاج را پشتیبانی کردند.                                                        | هیچ | [ ۴۷ ] |
| ۲۶ | فتح مکه                    | ۶۳۰ (ژانویه) مکه        | قریش ابوسفیان                | ابورهم غفاری                                | علی بن ابی‌طالب ابوعبیده جراح زبیر بن عوام سعد بن عباده خالد بن ولید | پس از نقض عهد حدیبیه توسط قریش، محمد فرصت را برای فتح مکه مناسب دید و به مکه لشکرکشی کرد.                                                                                                   | - فتح مکه توسط مسلمانان بدون هیچ‌گونه درگیری - وضع قانون ممنوعیت بت‌پرستی در مکه | [ ۴۸ ] |
| ۲۷ | حنین هوازن                 | ۶۳۰ (ژانویه) وادی حنین  | قبیله هوازن                  | عتاب بن اسید بن ابالعیص                     | علی بن ابی‌طالب حباب (یا سعد) بن منذر اسید بن حضیر                   | پس از فتح مکه، تحرکاتی در قبایل اطراف مکه از جمله هوازن مشاهده شد که پیامبر اسلام، در دستوری، به یکی از این قبایل، لشکرکشی کرد.                                                             | - شکست مهاجمان به سپاه مسلمانان - اسارت ۶۰۰۰ نفر از هوازن - دستیابی به غنیمت بسیاری از قبیله هوازن | [ ۴۹ ] |
| ۲۸ | طائف                       | ۶۳۰ (فوریه) طائف        | قبیله هوازن                  | عتاب بن اسید بن ابالعیص                     | —                                                                   | پس از حمله به منطقه حنین و قبیله هوازن، گروهی از هوازن به طائف گریختند. محمد دستور تعقیب آنان را داد و لشکریان مسلمان تا طائف، آنان را تعقیب نمودند.                                        | - محاصره ۲۰ روزه طائف - بازگشت بدون درگیری | [ ۵۰ ] |
| ۲۹ | تبوک                       | ۶۳۰ (اکتبر) تبوک        | بیزانس                       | علی بن ابیطالب محمد بن مسلمه                | —                                                                   | پس از گزارش تحرکات نظامی رومیان در نزدیکی مرز سوریه به مدینه رسید؛ محمد دستور لشکرکشی عظیمی را به منطقه تبوک داد تا از حمله احتمالی رومیان جلوگیری به عمل آید.                              | - بازگشت بدون درگیری | [ ۵۱ ] |

## جدول آماری غزوه‌های محمد
راهنمای فهرست: (      ن/م = نامشخص       هیچ = بدون مورد (هیچ))
| غزوه        | جبهه اسلام  | جبهه اسلام | جبهه مقابل | جبهه مقابل               | جبهه مقابل | جبهه مقابل  | جبهه مقابل | جبهه مقابل   | جبهه مقابل    |
| غزوه        | قوا         | تلفات      | قوا        | تلفات                    | تلفات      | تلفات       | تلفات      | تلفات        | تلفات         |
| غزوه        | قوا         | تلفات      | قوا        | غزوات النبی و فروغ ابدیت | تاریخ طبری | بحارالانوار | طبقات      | تاریخ یعقوبی | سیره ابن هشام |
| ----------- | ----------- | ---------- | ---------- | ------------------------ | ---------- | ----------- | ---------- | ------------ | ------------- |
| الابواء     | —           | هیچ        | —          | هیچ                      | هیچ        | هیچ         | هیچ        | هیچ          | هیچ           |
| بواط        | ۲۰۰         | هیچ        | ۱۰۰        | هیچ                      | هیچ        | هیچ         | هیچ        | هیچ          | هیچ           |
| سفوان       | —           | هیچ        | —          | هیچ                      | هیچ        | هیچ         | هیچ        | هیچ          | هیچ           |
| عشیره       | ۱۵۰−۲۰۰     | هیچ        | —          | —                        | هیچ        | هیچ         | هیچ        | هیچ          | هیچ           |
| بدر         | ۳۰۰−۳۱۷     | ۱۴−۱۵      | ۹۵۰        | ۵۰−۷۰                    | ۸۴         | ۸۴          | ۸۴         | ۸۶           | ۸۴            |
| بنی‌قینقاع   | —           | هیچ        | ۷۰۰        | هیچ                      | هیچ        | هیچ         | هیچ        | هیچ          | هیچ           |
| سویق        | —           | هیچ        | ۲۰۰        | هیچ                      | هیچ        | هیچ         | هیچ        | هیچ          | هیچ           |
| قرقرة الکدر | —           | هیچ        | —          | هیچ                      | هیچ        | هیچ         | هیچ        | هیچ          | هیچ           |
| ذی‌امر‎       | ۴۵۰         | هیچ        | —          | هیچ                      | هیچ        | هیچ         | هیچ        | هیچ          | هیچ           |
| بحران       | —           | هیچ        | —          | هیچ                      | هیچ        | هیچ         | هیچ        | هیچ          | هیچ           |
| احد         | ۷۰۰         | ۷۰−۸۲      | ۳٫۰۰۰      | ۲۲                       | ۷۰         | ۱۰۹         | ۱۰۹        | ۹۰           | ۹۲            |
| حمراء الاسد | ۶۰۰         | هیچ        | ۳٫۰۰۰      | هیچ                      | هیچ        | هیچ         | هیچ        | هیچ          | هیچ           |
| بنی‌نضیر     | —           | هیچ        | —          | هیچ                      | هیچ        | هیچ         | هیچ        | هیچ          | هیچ           |
| ذات‌الرقاع   | —           | هیچ        | —          | هیچ                      | هیچ        | هیچ         | هیچ        | هیچ          | هیچ           |
| بدر الآخره  | ۱٫۵۰۰       | هیچ        | —          | هیچ                      | هیچ        | هیچ         | هیچ        | هیچ          | هیچ           |
| دومة الجندل | ۱٫۰۰۰       | هیچ        | —          | هیچ                      | هیچ        | هیچ         | هیچ        | هیچ          | هیچ           |
| خندق        | ۹۰۰−۳٫۰۰۰   | ۶−۷        | ۱۰٫۰۰۰     | ۵−۸                      | ۹          | ۹           | ۱۱         | ۱۴           | ۹             |
| بنی‌قریظه    | —           | ۲          | —          | ۶۰۰−۸۰۰                  | ۸۵۰        | ۹۰۰         | ۷۰۰        | ۷۵۰          | ۸۵۰           |
| بنی‌المصطلق  | —           | ۱          | —          | ۱۰                       | —          | ۱۰          | ۱۰         | —            | —             |
| بنی‌لحیان    | —           | هیچ        | —          | هیچ                      | هیچ        | هیچ         | هیچ        | هیچ          | هیچ           |
| ذی قرد      | —           | ۲          | —          | ۳                        | هیچ        | هیچ         | هیچ        | هیچ          | هیچ           |
| حدیبیه      | ۱٫۳۰۰−۱٫۸۰۰ | هیچ        | ۲۰۰        | هیچ                      | هیچ        | هیچ         | هیچ        | هیچ          | هیچ           |
| خیبر        | ۱٫۶۰۰       | ۲۰         | ۲۰٫۰۰۰     | ۹۳                       | ۳          | —           | ۹۸         | —            | ۲۳            |
| وادی القری  | ۱٫۶۰۰       | هیچ        | —          | هیچ                      | هیچ        | هیچ         | هیچ        | هیچ          | هیچ           |
| عمره القضا  | ۲۰۰         | هیچ        | —          | هیچ                      | هیچ        | هیچ         | هیچ        | هیچ          | هیچ           |
| فتح مکه     | ۱۰٫۰۰۰      | —          | —          | —                        | ۲۱         | —           | ۳۳         | —            | ۲۰            |
| حنین        | ۱۲٫۰۰۰      | ۴−۹        | —          | ۷۰−۱۵۰                   | ۸۵         | ۱۱۲         | ۸۷         | —            | ۱۰۱           |
| طائف        | —           | هیچ        | —          | هیچ                      | هیچ        | هیچ         | هیچ        | هیچ          | هیچ           |
| تبوک        | ۳۰٫۰۰۰      | هیچ        | ۴۰٫۰۰۰     | هیچ                      | هیچ        | هیچ         | هیچ        | هیچ          | هیچ           |
| مجموع:      | مجموع:      | مجموع:     | مجموع:     | ۸۵۳−۱٫۱۵۶                | ۱٫۴۰۲      | ۱٫۵۵۷       | ۱٫۲۶۱      | ۹۴۰          | ۱٫۳۳۱         |

## جدول زمانی غزوه‌های محمد
| سال ← ماه ↓  | ۲         | ۳           | ۴          | ۵           | ۶          | ۷          | ۸       | ۹    |
| ------------ | --------- | ----------- | ---------- | ----------- | ---------- | ---------- | ------- | ---- |
| محرم         |           | قرقرة الکدر |            |             |            | خیبر       |         |      |
| صفر          | الابواء   | ذی‌امر‎       |            |             |            | وادی القری |         |      |
| ربیع الاول   | بواط      | بحران       | بنی‌نضیر    | دومة الجندل | ذی قرد     |            |         |      |
| ربیع الاول   | سفوان     | بحران       | بنی‌نضیر    | دومة الجندل | ذی قرد     |            |         |      |
| ربیع الثانی  |           |             |            | ذات‌الرقاع   |            |            |         |      |
| جمادی الاول  |           |             |            |             | بنی‌لحیان   |            |         |      |
| جمادی الثانی | عشیره     |             |            |             |            |            |         |      |
| رجب          |           |             |            |             |            |            |         | تبوک |
| شعبان        |           |             | بدر الآخره |             | بنی‌المصطلق |            |         |      |
| رمضان        | بدر       |             |            |             |            |            | فتح مکه |      |
| شوال         | بنی‌قینقاع | احد         |            | خندق        |            |            | حنین    |      |
| شوال         | بنی‌قینقاع | حمراء الاسد | طائف       | خندق        |            |            |         |      |
| ذی القعده    |           |             |            | بنی‌قریظه    | حدیبیه     | عمره القضا |         |      |
| ذی الحجه     | سویق      |             |            |             |            |            |         |      |

## شرح و توضیح
1. ↑  قبیله یهودی بنی‌قینقاع، طبق معاهده‌ای که کرده‌بودند از هرگونه اقدام علیه اسلام دست نگاه‌دارند؛ اما در بازار مدینه، تاجری اهل قبیله قینقاع به زنی مسلمان اهانت کرد. یکی از مسلمانان با دیدن اهانت، مرد تاجر قینقاعی را به قتل رسانید و در همان‌جا، گروهی از بنی قینقاع، مسلمان معترض را کشتند و به قلعه خویش پناه بردند. (رک: سبحانی، فروغ ابدیت، ۵۱۵–۵۱۶.)
2. ↑  ابوسفیان عهد کرده بود تا انتقام بدر را نگیرد، با همسر خود همبستر نشود؛ برای عمل به عهد خود، مخفیانه به همراه ۲۰۰ تن از قریشیان به نزدیکی مدینه حمله کرده، مسلمانی از انصار را به قتل رساندند وی یک نخلستان را آتش زدند. مسلمانان پس از اطلاع از این اقدام، به تعقیب ابوسفیان اقدام کردند. (رک: سبحانی، فروغ ابدیت، ۵۱۷.)
3. ↑  خبری به مدینه ابلاغ شد که قبیله بنی سلیم قصد حمله به مدینه را دارند. پیامبر اسلام سریعاً دستور حرکت سپاه اسلام به سمت این قبیله را صادر کرد. (رک: سبحانی، فروغ ابدیت، ۵۱۶–۵۱۷.)
4. ↑  طبق اخبار واصله به مدینه، قبیله غطفان در تدارک حمله به مدینه بود. به دستور و با حضور محمد، سپاهی راهی منطقه شد، اما غطفانیان با دیدن سپاه اسلام گریختند. (رک: سبحانی، فروغ ابدیت، ۵۱۷–۵۱۸.)
5. ↑  سپاهی متشکل از ۳۰۰۰ نفر از قریشیان مکه، برای حمله به مدینه به حوالی کوه احد در شمال مدینه رسیدند. پیامبر اسلام سپاهی را تدارک کرده و به نبرد با مشرکان مکه گسیل ساخت. (رک: سبحانی، فروغ ابدیت، ۵۲۲–۵۶۵.)
6. ↑  سپاهیان قریش که به فرماندهی ابوسفیان در جنگ احد پیروزی کسب کرده‌بودند، قصد داشتند تا کار سپاهیان اسلام را یکسره نموده و با تدارک حمله دیگری به مدینه، محمد را به قتل برسانند. محمد نیز با تدارک باقی مانده سپاه خویش، به منطقه وارد شد. با برخی تدابیر نظامی و کمک‌های معبد خزائی (رئیس قبیله خزاعه) این غزوه بدون درگیری به پایان رسید. (رک: سبحانی، فروغ ابدیت، ۵۷۳–۵۷۴.)
7. ↑  بنی‌نضیر قصد ترور محمد را داشتند و برای این منظور وی را به قلعه خویش دعوت کردند؛ با فاش شدن نیت آنان، محمد قلعه بنی‌نضیر را محاصره نموده و آنان را مجبور به ترک نمود. (رک: سبحانی، فروغ ابدیت، ۵۸۴–۵۹۰.)
8. ↑  قبیله‌های بنی محارب و بنی ثعلبه، دو تیره از قبیله بزرگ غطفان بودند که بنا بر گزارش‌های واصله به مدینه، قصد حمله به مدینه را داشتند. (رک: سبحانی، فروغ ابدیت، ۵۹۵–۵۹۶.)
9. ↑  ابوسفیان پس از پایان غزوه بدر، وعده داد تا سال آینده مجدد به بدر آمده و انتقامی دیگر از مسلمانان خواهد گرفت. محمد در پاسخ به این اقدام، در سالگرد غزوه بدر، به منطقه بدر لشکر کشید اما ابوسفیان به جهت‌های مختلف از مکه خارج نشد و پیام‌هایی برای انصراف محمد ابلاغ کرد اما در تصمیم پیامبر اسلام تأثیری نداشت. با این وجود ابوسفیان لشکری را به سمت بدر فرستاد اما در میانه راه به بهانه آذوقه، لشکریان قریش به مکه بازگشتند. (رک: سبحانی، فروغ ابدیت، ۵۹۷–۵۹۸.)
10. ↑  خبری به مدینه ابلاغ شد مبنی بر ایجاد مزاحمت و ستم بر رهگذران توسط گروهی در منطقه دمه الجندل، پیامبر اسلام سپاهی را با خود همراه ساخت اما به محض رسیدن خبر لشکرکشی اسلام برای دفع این خطر، گروه متجاوز از منطقه گریختند. (رک: سبحانی، فروغ ابدیت، ۶۰۹–۶۱۰.)
11. ↑  پس از اخراج یهودیان از مدینه و اطراف آن، این گروه‌ها با بسیج چند گروه مخالف محمد، اقدام حمله به مدینه کردند. این گروه، یک ماه مدینه را محاصره کردند. (رک: سبحانی، فروغ ابدیت، ۶۱۰–۶۱۳.)
12. ↑  پس از آنکه بنی‌قریظه با همکاری با احزاب مخالف محمد در جنگ خندق، سبب شد تا کار بر مسلمانان سخت شود، محمد برای پاسخ به این نقض عهد، به این منطقه لشکرکشی کرد. (رک: سبحانی، فروغ ابدیت، ۱۶۰–۶۳۴.)
13. ↑  خبری به مدینه مخابره شد مبنی بر تدارک جنگ توسط قبیله بنی المصطق، پیامبر پس از تأیید خبر، سریعاً سپاهی را فراهم کرد و به سمت بنی مصطلق در حرکت شد. این نبرد در کنار چاهی به نام مریسیع درگرفت و به سرعت با پیروزی مسلمانان خاتمه یافت. (رک: سبحانی، فروغ ابدیت، ۶۵۱–۶۵۲.)
14. ↑  مبلغان مسلمانی که برای تبلیغ اسلام به سرزمین‌های اطراف رهسپار می‌شدند، بعضاً مورد آزار و اذیت قرار می‌گرفتند. در یکی از این اعزام‌های تبلیغی، چند تن از مبلغان کشته و دو تن دیگر اسیر شده و به قریش فروخته شدند. این امر سبب شد تا محمد در صدد انتقام برآید. (رک: سبحانی، فروغ ابدیت، ۶۴۸–۶۴۹.)
15. ↑  پس از آنکه، گروهی غارتگر به چراگاه مسلمانان مدینه حمله کردند و شترانی را به سرقت برده و یک مسلمان را کشتند؛ زنی مسلمان را به اسارت درآورده و گریختند. یکی از اهالی مدینه با دیدن این صحنه، از اهالی مدینه کمک خواست و به تعقیب راهزنان پرداخت. پیامبر اسلام با شنیدن صدای کمک خواهی، سریعاً گروهی از مسلمانان را به تعقیب غارتگران فرستاد و خود نیز همراه آنان رفت. (رک: سبحانی، فروغ ابدیت، ۶۴۹–۶۵۰.)
16. ↑  پس از آنکه پیامبر اسلام خوابی از حج کردن مسلمانان در مکه را دید، به مسلمانان دستور داد تا برای انجام حج آماده شوند. این کاروان تا نزدیکی عسفان آمده اما با سپاه ۲۰۰ نفره قریش مواجه شدند که برای ممانعت از ورود مسلمانان به مکه به آن منطقه در حرکت بودند. به همین منظور کاروان اسلام تغییر مسیر داد و در حدیبیه اتراق کرد. (رک: سبحانی، فروغ ابدیت، ۶۶۷–۶۷۵.)
17. ↑  یهودیان ساکن در اطراف مدینه، بارها نقض عهد کرده بودند و اقدامات نظامی و تبلیغی علیه اسلام را مرتکب شدند. از این رو پیامبر اسلام، برای دفع حملات و خطرات احتمالی در آینده، قصد اخراج این قبایل عرب از منطقه را کرد. برای این منظور، اقداماتی برای خروج قبیله یهودی ساکن در خیبر، به این منطقه لشکر کشی شد. (رک: سبحانی، فروغ ابدیت، ۷۲۲–۷۲۳.)
18. ↑  پس از پایان غائله خیبر، لشکریان اسلام در راه بازگشت، به منطقه وادی‌القری -از مناطق تحت سیطره یهودیان در نزدکی مدینه- وارد شدند و پس از چند روز محاصره، قراردادی که با یهودیان خیبر بسته شده بود، با یهودیان وادی القری نیز بسته شد. (رک: سبحانی، فروغ ابدیت، ۷۲۵–۷۴۷.)
19. ↑  پس از آنکه موعد حج عمره طبق صلح‌نامه حدیبیه رسید، پیامبر اسلام به همراه مسلمانان عازم مکه شدند. پیامبر اسلام به جهت آنکه به یکی از مفاد صلح‌نامه پیابند بماند، مجبور بود تا تنها با سلاح شمشیر و بدون زره و هرگونه ادوات نظامی وارد بر مکه شود؛ به این منظور و با توجه به سابقه قریش، برای جلوگیری از هرگونه سو نیت قریشان مکه، سپاهی ۲۰۰ نفر مجهز به سلاح و ادوات نظامی با خود همراه ساخت تا نزدیکی مکه آمده و در آنجا بمانند تا سلامت حجاج تضمین گردد. (رک: سبحانی، فروغ ابدیت، ۷۶۰–۷۶۱.)
20. ↑  پس از دو سال از پیمان صلح حدیبیه گذشت، قریشیان قبیله بنوبکر را با تجهیز اسلحه، به جنگ با قبیله خزاعه که از هم پیمانان مسلمانان بودند تحریک کردند. پس از درگیری این دو قبیله و کشته شدن عده‌ای از مسلمانان خزاعه، پیامبر درخواست رهبر قبیله خزاعه مبنی بر انتقام‌گیری از قریش را پذیرفت. (رک: سبحانی، فروغ ابدیت، ۷۸۶–۷۸۸.)
21. ↑  پس از فتح مکه، تحرکاتی در قبایل مجاور مکه همچون هوازن و ثقیف رخ داد که حساسیت مسلمانان را برانگیخت. پیامبر اسلام برای جلوگیری از حمله احتمالی قبیله هوازن، به منطقه حنین وارد شد. (رک: سبحانی، فروغ ابدیت، ۸۲۹–۸۳۳.)
22. ↑  پس از فرار گروهی از شرکت کنندگان از قبیله سقیف در جنگ حنین، پیامبر اسلام شروع به تعقیب فراریان سپاه مقابل نمود. فراریان به قبیله ثقیف و دژ طائف گریختند و پناهنده شدند. (رک: سبحانی، فروغ ابدیت، ۸۳۳–۸۳۸.)
23. ↑  پس از آنکه سپاهی از سربازان رومی با همکاری قبایلی در مناطق مرزنشین سوریه کنونی همچون لخم، عامله، غسان و جذام، در منطقه مری اسلام جای گرفتند، پیامبر اسلام برای مقابله با حمله احتمالی این گروه، لشکری ۳۰ هزار نفری را به سمت منطقه در حرکت درآورد. (رک: سبحانی، فروغ ابدیت، ۸۵۶–۸۵۹.)

## واژه‌نامه
1. ↑  William Montgomery Watt
2. ↑  Ira M. Lapidus
3. ↑  Thomas Walker Arnold
4. ↑  Stanley Lanbul
5. ↑  Cambridge History of islam
6. ↑  David Hume
7. ↑  The Encyclopaedia of Islam
8. ↑  John Davenport
9. ↑  Claude-Étienne Savary
10. ↑  R.F.Boodli
11. ↑  Banu Damrah
12. ↑  Banu Mudlej
13. ↑  Buwat
14. ↑  Kurz ibn Jabir al-Fihri
15. ↑  Dhil ‘Ushayrah
16. ↑  Dhi Amr
17. ↑  Mount Uhud
18. ↑  Hamra al-Asad
19. ↑  Dhi Amr
20. ↑  Al-Muraysī'
21. ↑  Batn Gharran
22. ↑  Dhu Qarad
23. ↑  Hudaybiyyah